# Trådløs kommunikation
 For alternative betydninger, se Trådløs (flertydig). (Se også artikler, som begynder med Trådløs)
Trådløs kommunikation eller blot trådløs er overførsel af data (informationer), opstart af forskellige komponenter o.a.  over kortere eller længere afstande uden brug af et fast ledningsnet. Marconis radio blev oprindeligt tit omtalt som "den trådløse (telegraf)". 
Eksempelvis overføres ved aktivering et elektrisk signal fra en fjernkontrol til et fjernsyn, som fortæller at apparatet skal starte, eller radiokommunikation foregår over flere tusinde kilometer.
Trådløs overførsel af elektriske signaler kan foretages til faste- og mobile installationer, blandt andet tovejsradioer,  mobiltelefoner, PDA'er, trådløse netværk, GPS'er, trådløse computermus – og tastaturer etc.
| Telekommunikation | Spire Denne artikel om telekommunikation er en spire som bør udbygges. Du er velkommen til at hjælpe Wikipedia ved at udvide den. |